# Pinus virginiana
Pinus virginiana, el pino de Virginia, el pino scrub, el pino Jersey, el pino pobre o el pino matorral es un árbol de tamaño medio que se encuentra en suelos pobres desde Long Island en la zona sur de Nueva York siguiendo por los montes Apalaches hacia el oeste de Tennessee y Alabama
El tamaño medio de este pino oscila entre los 9 y los 19 metros, aunque puede crecer más alto en condiciones óptimas. El tronco puede alcanzar los 0,5 m de diámetro. El tamaño medio de este pino oscila entre los 9 y los 19 metros, aunque puede crecer más alto en condiciones óptimas. El tronco puede alcanzar los 0,5 m de diámetro.
Este árbol prefiere suelos de loam o arcilla húmedos, pero puede también crecer en suelos pobres y arenosos, que producirán árboles más pequeños. La vida media varía entre 65 y 90 años. La hoja es de tipo simple. En el Arnold Arboretum de Boston hay cultivados unos buenos especímenes de Pinus virginiana.
Las acículas son cortas (4–8 cm), de color amarillo y verde y normalmente están retorcidas. Los conos son de 4-7 cm de largo y se mantienen en el árbol durante años, normalmente liberando sus semillas en el segundo año. Durante su crecimiento algunos árboles desarrollan troncos retorcidos.
Este pino se ha usado para reforestación y provee de nutrientes a la fauna salvaje. Otros usos incluyen su venta como árboles de Navidad, a pesar de tener acículas tan puntiagudas y de su color amarillo durante el invierno. También genera pulpa de celulosa y madera